# Batalla de Velate
La batalla de Velate o Belate (posiblemente el 7 de diciembre de 1512) consistió en una captura de armamento pesado producido en el puerto de Velate durante la Conquista de Navarra, entre las tropas forales guipuzcoanas que apoyaban a Fernando el Católico y las gasco-navarras que habían entrado en Navarra con la intención de recuperar el reino y reponer en el trono al rey consorte de Navarra, Juan III de Albret, que había sido destronado por Fernando el Católico ese mismo año.
Los guipuzcoanos atacaron a la retaguardia franco-navarra cuando pasaba el puerto, poniéndola en fuga y apoderándose de su artillería. En una de las versiones se cuestiona el que existiera una verdadera batalla y no un mero enfrentamiento en la toma de los cañones.
Las tropas navarro-gasconas tras el fallido sitio y asalto de la ciudad de Pamplona y ante la llegada del invierno, procedieron a replegarse hacia el Baztán, hostigadas por las fuerzas castellanas al mando del capitán Charles de Góngora (beaumontés). Góngora capturó a unos centenares de los rezagados y volvió a Pamplona, donde arrastró las banderas de los vencidos.

## Diferentes versiones
A continuación se detallan distintas versiones de esta batalla, vista desde el bando de los vencedores. 

### La interpretación de los cronistas castellanos de la época

#### La versión de Correa
Correa, cronísta del Duque de Alba, publicada en 1515:
El Señor de Lizarza (Lizarza_buru), uno de los nobles guipuzcoanos que trataba de hostigar la retirada del ejército navarro-gascón con unos trescientos ballesteros, sorprendió en las estribaciones de Velate a un grupo de alemanes con parte de la artillería empleada días atrás para batir los muros de Pamplona. Los lansquenetes alemanes, creyéndose atacados, se dieron a la fuga, no sin dejar dos artilleros que cubrieron su retirada abriendo fuego contra los guipuzcoanos, quienes cuerpo a tierra evitaron los proyectiles. Al rato, se acercaron, y Lizarzaburu al ver las piezas abandonadas, gritó ¡España, España!
Poco después llegó otro noble guipuzcoano, el señor de Berástegui, a quien Lizarzaburu encomendó la artillería para perseguir a los que huían. Alcanzó a muchos, hambrientos y helados, matando a más de un millar de ellos.
Posteriormente llegó Diego López de Ayala, líder oñacino y alcaide de la fortaleza de Fuenterrabía, que mandó un mensaje al Duque de Alba para el envío de dos centenares de mulas para bajar las piezas artilleras a Pamplona.

#### La versión de Mártir de Anguería
Mártir de Anguería, secretario de Fernando el Católico, habla de la participación de 3000 guipuzcoanos y alaveses, reclutados por el gobernador y capitán general Juan Silva, que avanzaban lentamente con intención de cerrar el paso al ejército que huía. Medio centenar se adelantaron a los desfiladeros, cuando el grueso del ejército navarro-gascón lo había atravesado. Aun así sorprendieron a un grupo de alemanes que, agotados por el frío, el hambre y el cansancio, se dispersaron sin ofrecer ninguna resistencia, abandonando diez cañones y arrojando una de las piezas más pesadas a un barranco.

### La versión de Pablo Gorosabel
Pablo Gorosabel, historiador guipuzcoano del siglo XIX, narra lo siguiente:

En tanto el Rey Católico escribió a la provincia (de Guipúzcoa) desde Logroño en fecha 1.º de Diciembre del mismo año 1512 una carta en la que encargaba a estos naturales cortasen la retirada al enemigo o a lo menos le hiciesen todo el daño posible. No era posible reunir y arreglar tan repentinamente, como el caso lo exigía, todas las fuerzas de guipuzcoanos que se deseaban; muchos de estos se hallaban por otra parte sirviendo en las escuadras de su Majestad e inglesa. Acudieron no obstante al lance de que se trata 3500 hombres, entre los que se hallaba la compañía de Tolosa, cuyo contingente llegaba a unas 1500 plazas; y pasando por las villas de Lesaca y Vera, llegaron el 7 a las montañas de Belate y Elizondo, donde el día 13 derrotaron al ejército francés, apoderándose de 12 cañones que llevaba, matando e hiriendo a muchos. En tan gloriosa jornada la compañía de Tolosa estaba mandada por Alberto Pérez de Rexil, vecino de la misma villa...

### La versión de losParientes Mayoresde Guipúzcoa
En 1518, los Parientes mayores de Guipúzcoa se atribuyen todo el mérito de la batalla: 

...mismo en las guerras de Navarra en el campo de Velate contra don Juan de Labrit —que Dios aya— e su gente, cuando se le quitó la artillería, notoria cosa es quién tubo el esfuerzo de la delantera, porque toda la gente común quiso huir y dejar yr a los franceses con su artillería, pero algunos Parientes Mayores con sus aliados tuvieron esfuerzo de tomar la delantera y pasar adelante y tomar a afrenta e riesgo de muerte donde después se esforzó la gente común, e se les quitó la artillería a los dichos franceses, e se dio las armas (por) Sus Altezas primero a los Parientes Mayores que se conteçieron y después a la Provincia, como quiera que los dichos Parientes Mayores estan en suplicaçion por merecer las dichas armas primero que la Provincia;

## Premios por la batalla
Como premio por esta victoria, en 1513 la reina Juana añadió los doce cañones apresados al escudo de Guipúzcoa. En 1516, a la villa de Fuenterrabía se le otorgaron 112 000 maravedís en las alcabalas por los servicios prestados en el de 1512 en la batalla.
Estos cañones fueron eliminados del escudo de Guipúzcoa en 1979 por las Juntas Generales de Guipúzcoa, aduciendo ir en contra de las buenas relaciones con Navarra.